# Jean-Victor Durand-Duquesney
Pour les articles homonymes, voir Duquesnay.
Jean-Victor Durand-Duquesney (1785-1862) est un savant et botaniste normand. Son nom est souvent orthographié Duquesnay.

## Biographie
Né le 14 novembre 1785 à Basseneville (Calvados), il a toujours vécu en Normandie.
Lors de la conscription, le 17 octobre 1806, il entre dans les fusiliers chasseurs de la Garde Impériale. Il est nommé caporal en 1807, sous-lieutenant en 1808, et en 1810, il devient lieutenant. Il fait les campagnes de 1806 et 1808 avec la Grande Armée puis l'Armée d'Espagne: il participe aux sièges de Saragosse, Lerida, Tortosa,Tarragone et Murviedo. Blessé à Todela en 1808, puis en octobre 1811, à Murviedo, il reçoit la Légion d'Honneur mais ses graves blessures l'obligent à quitter l'armée.
Il se fixe alors à Lisieux, où en 1819, il se marie avec Antoinette-Marguerite Duquesney, fille d'un gendarme écossais (en 1780) puis entreposeur des Tabacs (en 1782). Il étudie les produits spontanés avec MM. Vesque, Michel et l'abbé Durand et commence son herbier personnel pour lequel il herborise pendant plus de quarante ans dans sa région.
En 1848, sa femme décède et il cesse d'herboriser  jusqu'au printemps 1850. Des douleurs l'obligent à rester chez lui plutôt que de parcourir la région à la recherche de plantes. Il décède le 27 avril 1862 sans descendance directe. Ses funérailles sont organisées à Caen et ses cendres reposent à Bassenenville.

## Reconnaissance scientifique
Il entretient une correspondance avec MM. de Brébisson, Ernest Cosson et d'autres botanistes, en reçoit de nombreux et participe à des échanges réguliers avec ses collègues. Il se passionne pour la cryptogamie et la phanérogamie.
Il est membre de la Société Académique de Falaise, de la Société des Sciences Naturelles de Cherbourg et de la Société Linnéenne de Normandie.
En 1846, il classe les espèces inventoriées dans le Pays d'Auge en Calvados. Son herbier est un travail monumental sur la flore normande du XIXe siècle.